# Романеск (театр)
«Романеск» — театр в Москве в 1922—1923 годах. Театр возглавляли режиссёр В. М. Бебутов и актёр К. В. Эггерт. Репертуар театра был ограничен романской культурой.
Главным направлением тватра были постановки романтических мелодрам: «Нельская башня», «Граф Монте-Кристо» Дюма-отца.

## Состав
В театре работали художники Е. М. Бебутова и Б. И. Волков, актёры А. П. Грузинский, О. Н. Демидова, П. А. Князятов, З. Г. Лемм, В. А. Синицин, Д. Я. Роговский, Н. А. Розенель и др.